# Поторопись (фильм, 1978)
«Поторопи́сь» (англ. Rush It) — фильм американского режиссёра Гари Янгмэна, вышедший на экраны в 1978 году. Эта картина стала дебютной в карьере актёра Тома Беренджера.

## Сюжет
Девушка-курьер ищет любовь в Нью-Йорке.

## В ролях
- Том Беренджер — Ричард Мур
- Джилл Айкенберри — Мэррил
- Джон Хёрд — Байрон
- Мартин Харви Фридберг — Эрни
- Гаррэтт Холл — Гаррэтт
- Кристина Пиклз — Ева
- Джудит Кэхэн — Катерина